# ائوسن
| سامانه  | ردیف    | اشکوب      | سن (میلیون سال) |
| ------- | ------- | ---------- | --------------- |
| نئوژن   | میوسن   | آکیتانین   | → پیش از آن     |
| پالئوژن | الیگوسن | چاتین      | ۲۳٫۰۳–۲۸٫۴      |
| پالئوژن | الیگوسن | روپلین     | ۲۸٫۴–۳۳٫۹       |
| پالئوژن | ائوسن   | پریابونین  | ۳۳٫۹–۳۷٫۲       |
| پالئوژن | ائوسن   | بارتونین   | ۳۷٫۲–۴۰٫۴       |
| پالئوژن | ائوسن   | لوتتین     | ۴۰٫۴–۴۸٫۶       |
| پالئوژن | ائوسن   | ایپرزین    | ۴۸٫۶–۵۵٫۸       |
| پالئوژن | پالئوسن | تانتین     | ۵۵٫۸–۵۸٫۷       |
| پالئوژن | پالئوسن | سلاندین    | ۵۸٫۷–۶۱٫۷       |
| پالئوژن | پالئوسن | دانین      | ۶۱٫۷–۶۵٫۵       |
| کرتاسه  | پسین    | ماستریختین | → پس از آن      |

ائوسن (به انگلیسی: Eocene) از دورهای زمین‌شناسی است و به ۵۶ میلیون سال پیش تا ۳۳٫۹ میلیون سال پیش گفته می‌شود. در ائوسن آب‌وهوای زمین به‌طور چشمگیری گرم و مرطوب بوده‌است به طوری‌که اوایل ائوسن گرم‌ترین آب‌وهوای ۱۰۰ میلیون سال گذشته زمین را داشته‌است.
تنوع‌یابی پستانداران و پرندگان که در دور پالئوسن آغاز شده‌بود در دور ائوسن ادامه یافت و در ائوسن بسیاری از انواع پستانداران جدید یعنی نیاکان فیل، کرگدن، اسب، خوک و گاو ظاهر شدند و خزندگان تنومند از بین رفتند. نخستین علف‌های امروزی نیز در ائوسن پدید آمدند. پایان ائوسن با یک انقراض عظیم معروف به رخداد انقراض ائوسن-الیگوسن همراه بود که به بخش اروپایی این رخداد که تأثیر زیادی بر زیاگان اروپا داشت اصطلاحاً «گسست بزرگ» Grande Coupure می‌گویند.
واژه ائوسن از زبان یونانی گرفته شده و از نظر لغوی به معنای «پگاه نو» است. ائوسن پس از دور پالئوسن و پیش از دور الیگوسن قرار دارد.
گرمای هوا در اواخر ائوسن کمی رو به کاهش گذاشت اما هم‌چنان تا عرض‌های بالای جغرافیایی هوا گرمسیری بوده و تنها بالاتر از مدار قطبی هوای معتدلی حاکم بوده‌است. در این دور در منطقه بالاتر از مدار قطبی جنگل‌های پهن‌برگ می‌روییده‌است.

## دیرین‌جغرافی
در دورهٔ ائوسن، جنوبگان و استرالیا همواره از هم دورتر شدند که بر اثر آن جنوبگان به‌طور جداافتاده بر روی قطب جنوب قرار گرفت. این امر باعث جریان یافتن آب دریا به سمت شرق در پیرامون قارهٔ جنوبگان شد (که به آن جریان پیراجنوبگانی گفته می‌شود) در این دور هم‌چنین هند و آفریقا به سمت شمال حرکت کردند که بر اثر آن اقیانوس تتیس در میان این دو خشکی و اوراسیا رفته‌رفته از میان رفت و کوهزایی آلپی ادامه پیدا کرد.
هم‌فشردگی برخی خشکی‌ها در ائوسن باعث شکل‌گیری کوه‌های زاگرس و هیمالیا در آسیا، و پیرنه و آلپ دیناری و کوه‌های پیندوس در اروپا شد. آسیا و اروپا در این دور توسط تنگهٔ تورگای که در خاور اورال قرار دارد از هم جدا شدند.
هم‌زمان گرینلند از اروپا دورتر شد که این امر باعث فراخ‌تر شدن بخش شمالی اقیانوس اطلس گشت. تحت تأثیر این روند در حوزهٔ دریای شمال نیز کشش زمین‌ساختی پیش‌آمد و صفحه تکتونیکی فروکش کرده و محل کنونی دریای شمال زیر آب رفت. در سمت جنوبی‌تر کوه‌های آلپ آغاز به شکل‌گیری کردند.
در دورهٔ ائوسن آمریکا جنوبی و شمالی از هم جدا بودند. در غرب آمریکای شمالی کوهزایی لارامید ادامه یافت. در منطقهٔ قطب شمال قاره‌های آسیا، آمریکای شمالی، و اروپا تقریباً چسبیده به هم قرار داشتند و تنها آبراهه‌های باریکی از شمال اقیانوس اطلس، دریای لابرادور، و تنگهٔ تورگای، اقیانوس منجمد شمالی را با دیگر دریاها مرتبط می‌ساخت.
به این خاطر که در ائوسن این آبراهه‌ها چندان پهن نبودند گردش دماشوری به صورت امروزی وجود نداشت و آب اقیانوس منجمد شمالی مانند امروز با آب دیگر دریاها آمیخته نمی‌شد.
یک رویداد بزرگ دیگر در تاریخ زمین که ۳۴ میلیون سال پیش هنگام‌گذار از دوران ائوسن به دوران الیگوسن رخ داد، جدا شدن آمریکای جنوبی از جنوبگان بود. این واقعه باعث ایجاد جریان اقیانوسی قطبی شد که منجر به شکل‌گیری کلاهک یخی قطب جنوب و سرمایش و خشکی جهانی شد. پس از آن در طول دوران زمین‌شناسی الیگوسن و بعدتر در دوران میوسن، علفزارها در سراسر سواحل بزرگ زمین گسترش یافتند.

## دیرین‌اقلیم
مشخصه‌گذار میان پالئوسن و ائوسن گرم شدن ناگهانی و کوتاه‌مدت کرهٔ زمین است که حداکثر حرارتی پالئوسن-ائوسن (PETM) نامیده می‌شود. میانگین دما در عرض‌های جغرافیایی بالاتر طی ۲۰ هزار سال تا هفت درجهٔ سانتی‌گراد رسید که یکی از سریع‌ترین و بزرگ‌ترین تغییرات آب‌وهوایی در تاریخ زمین‌شناسی است.
این وضعیت غیرعادی و گرم کمتر از ۱۰۰ هزار سال به طول انجامید و باعث انقراض انبوه جانداران و گیاهان شد و بنابراین جانوران ائوسن به‌طور قابل توجهی با جانوران پالئوسن تفاوت دارند.
چندین دلیل احتمالی برای این افزایش ناگهانی درجهٔ حرارت ذکر شده اما هیچ‌یک سرعت بالایی که این افزایش دما داشته را توضیح نمی‌دهد. با این حال، گمان بر این است که گرم شدن تدریجی هوا در طول پالئوسن پسین، دمای آب دریا را بیش از یک مقدار بحرانی معین گرم کرده و با این کار هیدرات‌های گاز در کف اقیانوس به صورت انبوه حل شده و باعث ورود مقدار زیادی گاز متان به جو شده‌است.
متان یک گاز گلخانه‌ای بسیار قوی است (بیست‌بار مؤثرتر از دی‌اکسید کربن)، و این ممکن است باعث گرم شدن ناگهانی کرهٔ زمین شده‌باشد. این فرضیه می‌تواند امروزه نیز برای کارشناسان آب‌وهوا جالب توجه باشد چرا که امروزه هم حجم زیادی از گاز متان نیز به شکل هیدرات‌های گاز در بستر دریا به دام افتاده‌اند.
حتی بدون حداکثر حرارتی پالئوسن-ائوسن هم اوایل دور ائوسن یکی از گرم‌ترین دورهای تاریخ زمین بوده‌است. دما و آب و هوا در این دور بسیار یک‌دست بوده‌است. به خاطر گردش جوی موثرتر، اختلاف دما بین خط استوا و قطب‌ها در طول ائوسن نصف این اختلاف در زمان ما بوده‌است.
آب و هوا در ائوسن مرطوب‌تر بود و بارش به‌طور مساوی‌تری بر روی زمین توزیع می‌شد. قطب‌ها نیز آب و هوای مرطوب و نسبتاً گرمی داشتند. جریان‌های عمیق اقیانوسی گرم بودند و مناطق قطبی از جنگل‌های برگریز معتدل پوشیده بود. پوشش گیاهی گرمسیری تا عرض ۴۵ درجه دیده می‌شد تفاوت‌ها با وضعیت امروزی در عرض‌های جغرافیایی بالاتر خود را نشان می‌داد. شرایط در خط استوا احتمالاً شبیه به وضعیت کنونی بوده‌است.